# PMDG
PMDG (Akronym für Precision Manuals Development Group) ist ein US-amerikanischer Softwareentwickler, der ausschließlich Flugzeug-Erweiterungen für PC-Flugsimulatoren produziert.

## Geschichte
Das bei Reno (Nevada)  ansässige Unternehmen wurde im Januar 1998 als kleiner Fachverlag gegründet. Das erste Produkt von PMDG war ein Zusatzhandbuch zur Simulationssoftware Precision Simulator der deutschen Firma Aerowinx, welches über den Umfang des mitgelieferten Handbuches hinausging und im Februar 1998 erschien. Produkte für den FSX und P3D werden seit 2021 bzw. Juli 2024 nicht mehr verkauft. PMDG gewann zahlreiche Auszeichnungen für detaillierte Umsetzung diverser Flugzeugtypen.
Für eine möglichst detailliertere und realistische Umsetzung von Systemen, Modellen und Flugverhalten, kooperiert PMDG mit Boeing und lizenziert ihre FSX-Produkte ausschließlich als Unterhaltungssoftware für Privatpersonen. Eine Nutzung als Trainingssoftware ist im FSX nicht gestattet. Hierfür wurde Prepar3D als Plattform ausgewählt, wo aktuelle und kommende Add-ons durch Lizenzierung als Trainingssoftware vertrieben werden.
Das erste von PMDG für den neuen Microsoft Flight Simulator (2020) umgesetzte Flugzeug ist die Douglas DC-6 und erschien am 18. Juni 2021.

## Erschienene Add-ons
Fly! II
- Boeing 757
- Boeing 767

FS2002
- Boeing 737-600/700
- Boeing 737-800/900

FS2004
- Boeing 737-600/700
- Boeing 737-800/900
- Boeing 747-400 Queen of the Skies
  - Boeing 747-400F (setzt Boeing 747-400 voraus)
- McDonnell Douglas MD-11
- Beechcraft 1900B
  - Beechcraft 1900D

FSX
- BAe JS4100 Turboprop
- Boeing 737 NGX – Version -800/-900
  - Boeing 737 NGX – Version -600/-700 (setzt Version -800/-900 voraus)
- Boeing 747-400X V2.0
  - Boeing 747-8i/F (setzt Boeing 747-400X voraus)
- Boeing 747-400 V3.0 Queen Of The Skies II
  - Boeing 747-8i/F (setzt Boeing 747-400 V3.0 Queen Of The Skies II voraus)
- Boeing 777-200LR/F
  - Boeing 777 – Version -300ER (setzt Boeing 777-200LR/F voraus)
- Douglas DC-6 Cloudmaster
- McDonnell-Douglas MD-11

Prepar3D V3 und V4
- Boeing 737 NGX – Version -800/-900
  - Boeing 737 NGX – Version -600/-700 (setzt Version -800/-900 voraus)
- Boeing 737 NGXu – Version -800/-900
  - Boeing 737 NGXu – Version -600/-700 (setzt Version -800/-900 voraus)
  - Boeing 737 NGXu – Version Cargo (setzt Version -800/-900 voraus)
  - Boeing 737 NGXu – Version Boeing Business Jets (BBJ/BBJ2) (setzt Version -800/-900 voraus)
- Boeing 747-400 V3.0 Queen Of The Skies II
  - Boeing 747-8i/F (setzt Boeing 747-400 V3.0 Queen Of The Skies II voraus)
- Boeing 777-200LR/F
  - Boeing 777 – Version -300ER (setzt Boeing 777-200LR/F voraus)
  - Boeing 777 – Version -200ER (setzt Boeing 777-200LR/F voraus)
- Douglas DC-6 Cloudmaster

Prepar3D V5
- Boeing 737-800
  - 737-600/700, 737f, 737BBJ (setzt Boeing 737-800 voraus)
- Boeing 747-400 Queen Of The Skyes II
- Boeing 747-8(erfordert 747-400)
- Boeing 777-200LR/F
  - Boeing 777 – Version -300ER (setzt Boeing 777-200LR/F voraus)
  - Boeing 777 – Version -200ER (setzt Boeing 777-200LR/F voraus)

X-Plane 10
- Douglas DC-6 Cloudmaster

Microsoft Flight Simulator
- Douglas DC-6
- Boeing 737-600
- Boeing 737-700
- Boeing 737-800
- Boeing 737-900
- Boeing 777-300ER
- Boeing 777F
- Boeing 777-200ER